# Prokinétique
Une molécule prokinétique est un type de molécule qui augmente la motilité gastro-intestinale en augmentant la fréquence ou la force des contractions. Ils sont utilisés pour traiter certains symptômes gastro-intestinaux, principalement la gastroparésie mais aussi l'inconfort abdominal, les ballonnements, la constipation, les brûlures d'estomac, les nausées et les vomissements ; et certains troubles gastro-intestinaux, notamment le syndrome du côlon irritable, la gastrite et la dyspepsie fonctionnelle.
La plupart des médicaments prokinétiques sont regroupés sous le code ATC A03F.